# Indifferentiecurve
In de micro-economie is een indifferentiecurve of isonutcurve  (iso-nutscurve) een grafiek die verschillende combinaties van goederen laat zien die gemeten als een kwantiteit elk een gelijke mate van voldoening aan een consument schenken. De consument is indifferent (onverschillig) tegenover de verschillende goederencombinaties op de kromme. Hij heeft geen voorkeur voor een van de goederenbundels. Hij verkiest geen van de bundels boven een andere. Elke goederencombinatie op de indifferentiecurve is hem om het even. Preferenties van de consument kunnen grafisch weergegeven worden aan de hand van deze indifferentiecurven. Een indifferentiecurve is een curve van gelijk nut op de grafiek van het nut als functie van de kwantiteit van twee of meer goederen, te vergelijken met een hoogtelijn in een berglandschap.
Men kan op equivalente wijze aan elk punt op de indifferentiecurve refereren als het voor de consument hetzelfde niveau van nut (tevredenheid) oplevert als een ander punt op de indifferentiecurve. Nut is dan een manier om voorkeuren weer te geven in plaats van iets van waaruit voorkeuren uit voortkomen. De belangrijkste toepassing van indifferentiecurven is in de weergave van potentieel waarneembare vraagpatronen voor individuele consumenten over goederenbundels.
De indifferentiecurve heeft een verband met de eerste wet van Gossen.

## Geschiedenis
De theorie van indifferentiecurven werd in het eerste deel van de 20e eeuw ontwikkeld door Francis Ysidro Edgeworth, Vilfredo Pareto en anderen. Deze theorie kan worden afgeleid uit de theorie van het ordinaal nut en stelt dat individuen de verschillende alternatieven van een goederenbundel altijd kwalitatief op basis van voorkeur kunnen ordenen in termen van minder, gelijk of beter. 

## Aannames
Bij een indifferentiecurve worden enkele veronderstellingen gemaakt. Hierbij gaat men ervan uit dat de consument zich rationeel gedraagt. De vijf belangrijkste zijn:
- 1. Een indifferentiecurve is compleet, dus een consument kan alle mogelijkheden ordenen.
- 2. Meer goederen zijn beter dan minder goederen.
- 3. Een indifferentiecurve is transitief.
- 4. De vorm van een indifferentiecurve is convex.
- 5. Een indifferentiecurve is continu.

## Eigenschappen
- Een indifferentiecurve heeft een dalend verloop.
- Een indifferentiecurve deelt de verzameling goederenbundels op in drie delen:
  - Goederencombinaties rechts of boven de indifferentiecurve leveren een hogere voldoening op.
  - Goederencombinaties links of onder de indifferentiecurve leveren een lagere voldoening op.
  - Goederencombinaties op de indifferentiecurve leveren dezelfde voldoening op.

## Indifferentiekaart

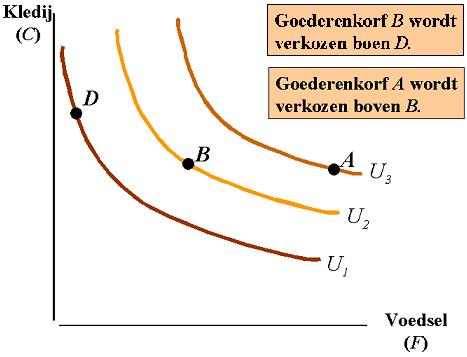
Indifferentiekaart met drie curven U_{1}, U_{2}, U_{3}.

Een indifferentiekaart is een verzameling indifferentiecurven die de preferenties van een persoon weergeeft. Elke indifferentiecurve van de kaart toont de goederencombinaties waartussen een persoon indifferent is. Hogere indifferentiecurven stellen een hogere voldoening voor.
Indifferentiecurven kunnen elkaar niet kruisen. Mochten ze elkaar kruisen, dan is er sprake van inconsistentie. Het zou betekenen dat er punten op de curve zijn waarbij het individu toch een voorkeur voor een bepaalde goederencombinatie heeft. 

## Voetnoten
1. ↑  Geanakoplis (1987), blz 117.
2. ↑  Böhm en Haller (1987), blz. 785.